# Park (Kansas)
Park és una població dels Estats Units a l'estat de Kansas. Segons el cens del 2000 tenia 151 habitants.

## Demografia
Segons el cens del 2000, Park tenia 151 habitants, 77 habitatges, i 39 famílies. La densitat de població era de 182,2 habitants/km².
Dels 77 habitatges en un 19,5% hi vivien nens de menys de 18 anys, en un 44,2% hi vivien parelles casades, en un 6,5% dones solteres, i en un 48,1% no eren unitats familiars. En el 44,2% dels habitatges hi vivien persones soles el 24,7% de les quals corresponia a persones de 65 anys o més que vivien soles. El nombre mitjà de persones vivint en cada habitatge era d'1,96 i el nombre mitjà de persones que vivien en cada família era de 2,7.
Per edats la població es repartia de la següent manera: un 17,2% tenia menys de 18 anys, un 6,6% entre 18 i 24, un 25,2% entre 25 i 44, un 28,5% de 45 a 60 i un 22,5% 65 anys o més.
L'edat mediana era de 46 anys. Per cada 100 dones de 18 o més anys hi havia 86,6 homes.
La renda mediana per habitatge era de 28.750 $ i la renda mediana per família de 34.375 $. Els homes tenien una renda mediana de 30.208 $ mentre que les dones 22.500 $. La renda per capita de la població era de 16.303 $. Entorn del 8,9% de les famílies i el 10,1% de la població estaven per davall del llindar de pobresa.

## Poblacions més properes
El següent diagrama mostra les poblacions més properes.